# 张克恭
张克恭（?—?），辽国（契丹）政治人物。
辽圣宗开泰七年（1018年）张克恭等三十七人及第，中戊午科状元。初为堂后官。太平二年（1022年），充贺西夏王李德昭（李德明）生日使。拜宰相。辽兴宗重熙七年（1038年），授张克恭守司空，宰臣韩绍芳加侍中，惕隐耶律马六北院宣徽使，傅父耶律喜孙南府宰相。